# ヴィンセント・デュ・ヴィニョー
ヴィンセント・デュ・ヴィニョー（Vincent du Vigneaud, 1901年5月18日 - 1978年12月11日）は、アメリカの生化学者。脳下垂体のホルモン、オキシトシン及びバソプレシンの分析及び合成を行い、生物における硫黄化合物の働きに関する研究で1955年のノーベル化学賞を受賞した。

## 来歴
イリノイ州シカゴ生まれ。初等教育を受けた後1918年イリノイ大学アーバナ・シャンペーン校に入学、1924年に同大学で修士号を取得。1927年、ロチェスター大学で博士号を取得した。その後は全米研究会議の奨学金によりジョンズ・ホプキンス大学医学部、カイザー・ヴィルヘルム光学研究所に留学した。その後、イリノイ大学の教授を経て、1932年にジョージ・ワシントン大学医学部の生化学の正教授となり、1938年にコーネル大学医学部の生化学科教授となった。ニューヨーク州ホワイトプレーンズで没。
彼の研究は硫黄化合物に関するものが主であった。システインやメチオニンといった含硫アミノ酸の生合成やその誘導体に関する研究を根幹として、脳下垂体ホルモンの合成と構造決定を行った。またビオチンの合成などにもその足跡を残している。

## 受賞歴
- 1948年 アルバート・ラスカー基礎医学研究賞
- 1954年 レムセン賞
- 1955年 パサノ賞、 ノーベル化学賞
- 1956年 ウィラード・ギブズ賞